# Festival internazionale del cinema di Varsavia
Il Festival internazionale del cinema di Varsavia (Warszawski Międzynarodowy Festiwal Filmowy) è un festival cinematografico che si svolge ogni anno nel mese di ottobre, a partire dal 1985.

## Storia
Il Festival del cinema di Varsavia è stato creato nel 1985 da un cineclub polacco col nome di Settimana del film di Varsavia. Ha preso, nel 1991, il nome di Festival del film polacco e nell'anno 2000 il nome di Festival internazionale del cinema di Varsavia. Le cerimonie di premiazioni avvengono nel Palazzo della Cultura e della Scienza, il più grande grattacielo della capitale polacca.
Nel 2001 il festival è entrato a far parte della Federazione internazionale delle associazioni di produzione cinematografica.

## Albo d'oro

### Grand Prix
| Anno | Film                              | Regista              | Nazione                        |
| ---- | --------------------------------- | -------------------- | ------------------------------ |
| 2002 | Edi                               | Piotr Trzaskalski    | Polonia                        |
| 2003 | S luboviu, Lilia                  | Larisa Sadilova      | Russia                         |
| 2004 | The Beautiful City (Shahr-e Ziba) | Asghar Farhadi       | Iran                           |
| 2005 | Oprosti za kung fu                | Ognjen Sviličić      | Croazia                        |
| 2006 | Ejforija                          | Ivan Vyrypaev        | Russia                         |
| 2007 | Night Train (Ye che)              | Yi Nan Diao          | Cina / Hong Kong / Francia     |
| 2008 | Yurev Den                         | Kirill Serebrennikov | Russia / Germania              |
| 2009 | Lourdes                           | Jessica Hausner      | Austria / Francia / Germania   |
| 2010 | La donna che canta (Incendies)    | Denis Villeneuve     | Canada                         |
| 2011 | Róża                              | Wojciech Smarzowski  | Polonia                        |
| 2012 | Tango Libre                       | Frédéric Fonteyne    | Belgio / Francia / Lussemburgo |
| 2013 | Ida                               | Paweł Pawlikowski    | Polonia                        |
| 2014 | The Coffin in the Mountain        | Xin Yukun            | Cina                           |
| 2015 | Boi Neon                          | Gabriel Mascaro      | Brasile                        |
| 2016 | Malaria                           | Parviz Shahbazi      | Iran                           |
| 2017 | Out of Frame                      | Wai Lun Kwok         | Hong Kong                      |

### Premio del pubblico
| Anno | Film                                                                            | Regista                                  | Nazione                    |
| ---- | ------------------------------------------------------------------------------- | ---------------------------------------- | -------------------------- |
| 1987 | Birdy - Le ali della libertà (Birdy)                                            | Alan Parker                              | Stati Uniti                |
| 1988 | Koyaanisqatsi                                                                   | Godfrey Reggio                           | Stati Uniti                |
| 1989 | Giochi nell'acqua (Drowning by Numbers)                                         | Peter Greenaway                          | Regno Unito                |
| 1990 | L'attimo fuggente (Dead Poets Society)                                          | Peter Weir                               | Stati Uniti                |
| 1991 | La doppia vita di Veronica (La double vie de Véronique)                         | Krzysztof Kieślowski                     | Polonia/ Francia           |
| 1992 | L'ultima tempesta (Prospero's Books)                                            | Peter Greenaway                          | Regno Unito                |
| 1993 | Da qualche parte in California (Coffee and Cigarettes: Somewhere in California) | Jim Jarmusch                             | Stati Uniti                |
| 1994 | Il valzer del pesce freccia (Arizona Dream)                                     | Emir Kusturica                           | Stati Uniti                |
| 1995 | Prima della pioggia (Pred doždot)                                               | Milčo Mančevski                          | Macedonia del Nord         |
| 1996 | Trainspotting                                                                   | Danny Boyle                              | Regno Unito                |
| 1997 | Full Monty - Squattrinati organizzati (The Full Monty)                          | Peter Cattaneo                           | Regno Unito                |
| 1998 | La vita è bella                                                                 | Roberto Benigni                          | Italia                     |
| 1999 | I ragazzi del paradiso (Bacheha-Ye aseman)                                      | Majid Majidi                             | Iran                       |
| 2000 | Samotári                                                                        | David Ondříček                           | Rep. Ceca                  |
| 2001 | Italiano per principianti (Italiensk for begyndere)                             | Lone Scherfig                            | Danimarca                  |
| 2002 | Elling                                                                          | Petter Næss                              | Norvegia                   |
| 2003 | Buddy                                                                           | Morten Tyldum                            | Norvegia                   |
| 2004 | Kontroll                                                                        | Nimród Antal                             | Ungheria                   |
| 2005 | Le mele di Adamo (Adams æbler)                                                  | Anders Thomas Jensen                     | Danimarca                  |
| 2006 | Le vite degli altri (Das Leben der Anderen)                                     | Florian Henckel von Donnersmarck         | Germania                   |
| 2007 | La banda (Bikur Ha-Tizmoret)                                                    | Eran Kolirin                             | Israele                    |
| 2008 | Valzer con Bashir (Vals Im Bashir)                                              | Ari Folman                               | Israele                    |
| 2009 | Dom zły                                                                         | Wojciech Smarzowski                      | Polonia                    |
| 2009 | Welcome                                                                         | Philippe Lioret                          | Francia                    |
| 2010 | Sound of Noise                                                                  | Ola Simonsson e Johannes Stjärne Nilsson | Norvegia                   |
| 2011 | Róża                                                                            | Wojciech Smarzowski                      | Polonia                    |
| 2012 | Imagine                                                                         | Andrzej Jakimowski                       | Polonia                    |
| 2013 | Tangerines (Mandariinid)                                                        | Zaza Urushadze                           | Estonia/ Georgia           |
| 2014 | Vita da vampiro - What We Do in the Shadows (What We Do in the Shadows)         | Jemaine Clement e Taika Waititi          | Nuova Zelanda/ Stati Uniti |
| 2015 | Room                                                                            | Lenny Abrahamson                         | Irlanda/ Canada            |
| 2016 | La mia vita da Zucchina (Ma vie de Courgette)                                   | Claude Barras                            | Francia/ Svizzera          |
| 2017 | Måste gitt                                                                      | Ivica Zubak                              | Svezia                     |